# Sri-lankische Cricket-Nationalmannschaft in Südafrika in der Saison 2016/17
Die Tour der sri-lankischen Cricket-Nationalmannschaft nach Südafrika in der Saison 2016/17 fand vom 26. Dezember 2016 bis zum 10. Februar 2017 statt. Die internationale Cricket-Tour war Bestandteil der Internationalen Cricket-Saison 2016/17 und umfasste drei Tests, fünf ODIs und drei Twenty20s. Südafrika gewann die Test-Serie 3–0 und die ODI-Serie 5–0, während Sri Lanka die Twenty20-Serie 2–1 gewann.

## Vorgeschichte
Südafrika bestritt zuletzt eine Tour in Australien, Sri Lanka ein Drei-Nationen-Turnier in Simbabwe. Das letzte Aufeinandertreffen der beiden Mannschaften bei einer Tour fand in der Saison 2014 in Sri Lanka statt.

## Stadien
Die folgenden Stadien wurden für die Tour vorgesehen.
| Stadion                  | Stadt          | Kapazität | Spiele                  |
| ------------------------ | -------------- | --------- | ----------------------- |
| Centurion Park           | Centurion      | 22.000    | 5. ODI; 1. T20          |
| Sahara Stadium Kingsmead | Durban         | 25.000    | 2. ODI                  |
| Wanderers Stadium        | Johannesburg   | 34.000    | 3. Test; 3. ODI; 2. T20 |
| Newlands Cricket Ground  | Kapstadt       | 25.000    | 2. Test; 4. ODI; 3. T20 |
| Sahara Oval St George’s  | Port Elizabeth | 19.000    | 1. Test; 1. ODI         |

## Kaderlisten
Sri Lanka benannte seinen Test-Kader am 8. Dezember 2016 seinen Twenty20-Kader am 11. Januar und seinen ODI-Kader am 24. Januar 2017.
Südafrika benannte seinen Test-Kader am 14. Dezember 2016 seinen Twenty20-Kader am 9. Januar und seinen ODI-Kader am 23. Januar 2017.
| Test | Test | ODI | ODI | Twenty20 | Twenty20 |
| Südafrika | Sri Lanka | Südafrika | Sri Lanka | Südafrika | Sri Lanka |
| --- | --- | --- | --- | --- | --- |
| - Faf du Plessis (K) - Kyle Abbott - Hashim Amla - Temba Bavuma - Stephen Cook - Theunis de Bruyn - Quinton de Kock (wk) - JP Duminy - Dean Elgar - Keshav Maharaj - Duanne Olivier - Wayne Parnell - Vernon Philander - Kagiso Rabada | - Angelo Mathews (K) - Dinesh Chandimal (VK & wk) - Dushmantha Chameera - Dhananjaya de Silva - Rangana Herath - Dimuth Karunaratne - Lahiru Kumara - Suranga Lakmal - Kusal Mendis - Dilruwan Perera - Kusal Perera - Nuwan Pradeep - Vikum Sanjaya - Kaushal Silva - Upul Tharanga | - AB de Villiers (K) - Hashim Amla - Farhaan Behardien - Quinton de Kock (wk) - JP Duminy - Faf du Plessis - Imran Tahir - David Miller - Chris Morris - Wayne Parnell - Lungi Ngidi - Andile Phehlukwayo - Dwaine Pretorius - Kagiso Rabada - Tabraiz Shamsi | - Upul Tharanga (K) - Dinesh Chandimal (wk) - Chaturanga de Silva - Dhananjaya de Silva - Thikshila de Silva - Niroshan Dickwella (wk) - Asela Gunaratne - Nuwan Kulasekara - Lahiru Kumara - Suranga Lakmal - Lahiru Madushanka - Kusal Mendis - Sachith Pathirana - Seekkuge Prasanna - Lakshan Sandakan - Vikum Sanjaya - Isuru Udana - Jeffrey Vandersay - Sandun Weerakkody | - Farhaan Behardien (K) - Theunis de Bruyn - AB de Villiers - Reeza Hendricks - Imran Tahir - Heino Kuhn - David Miller - Mangaliso Mosehle (wk) - Lungi Ngidi - Wayne Parnell - Dane Paterson - Aaron Phangiso - Andile Phehlukwayo - JJ Smuts | - Angelo Mathews (K) - Dinesh Chandimal (VK & wk) - Dhananjaya de Silva - Thikshila de Silva - Niroshan Dickwella - Asela Gunaratne - Danushka Gunathilaka - Nuwan Kulasekara - Suranga Lakmal - Kusal Mendis - Sachith Pathirana - Nuwan Pradeep - Seekkuge Prasanna - Lakshan Sandakan - Upul Tharanga - Isuru Udana |

## Tests

### Erster Test in Port Elizabeth
| 26. – 30. Dezember Scorecard | Port Elizabeth | Südafrika 286 (98.5) & 406-6d (90.5) | – | Sri Lanka 205 (64.5) & 281 (96.3) |
|                              |                | Südafrika gewinnt mit 206 Runs       |   |                                   |

### Zweiter Test in Christchurch
| 2. – 5. Januar Scorecard | Kapstadt | Südafrika 392 (116) & 224-7d (51.5) | – | Sri Lanka 110 (43) & 224 (62) |
|                          |          | Südafrika gewinnt mit 282 Runs      |   |                               |

### Dritter Test in Christchurch
| 12. – 14. Januar Scorecard | Johannesburg | Südafrika 426 (124.1)                            | – | Sri Lanka 131 (45.4) & 177 (42.3) (f/o) |
|                            |              | Südafrika gewinnt mit einem Innings und 118 Runs |   |                                         |

## Twenty20 Internationals

### Erstes Twenty20 in Centurion
| 20. Januar Scorecard | Centurion | Südafrika 126-5 (10/10)       | – | Sri Lanka 107-6 (10/10) |
|                      |           | Südafrika gewinnt mit 19 Runs |   |                         |

### Zweites Twenty20 in Johannesburg
| 22. Januar Scorecard | Johannesburg | Südafrika 113 (19.3)            | – | Sri Lanka 119-7 (19.4) |
|                      |              | Sri Lanka gewinnt mit 3 Wickets |   |                        |

### Drittes Twenty20 in Kapstadt
| 25. Januar Scorecard | Kapstadt | Südafrika 169-5 (20)            | – | Sri Lanka 170-5 (19.5) |
|                      |          | Sri Lanka gewinnt mit 5 Wickets |   |                        |

## One-Day Internationals

### Erstes ODI in Christchurch
| 28. Januar Scorecard | Port Elizabeth | Sri Lanka 181 (48.3)            | – | Südafrika 185-2 (34.2) |
|                      |                | Südafrika gewinnt mit 8 Wickets |   |                        |

### Zweites ODI in Nelson
| 1. Februar Scorecard | Durban | Südafrika 307-6 (50)           | – | Sri Lanka 186 (37.5) |
|                      |        | Südafrika gewinnt mit 121 Runs |   |                      |

### Drittes ODI in Nelson
| 4. Februar Scorecard | Johannesburg | Sri Lanka 163 (39.2)            | – | Südafrika 164-3 (32) |
|                      |              | Südafrika gewinnt mit 7 Wickets |   |                      |

### Viertes ODI in Nelson
| 7. Februar Scorecard | Kapstadt | Südafrika 367-5 (50)          | – | Sri Lanka 327 (48.1) |
|                      |          | Südafrika gewinnt mit 40 Runs |   |                      |

### Fünftes ODI in Nelson
| 10. Februar Scorecard | Centurion | Südafrika 384-6 (50)          | – | Sri Lanka 296-8 (50) |
|                       |           | Südafrika gewinnt mit 88 Runs |   |                      |